# اک-دزهار
اک-دزهار (به لاتین: Ak-Dzhar) یک منطقهٔ مسکونی در قرقیزستان است که در استان اوش واقع شده‌است.

## خصوصیات
اک-دزهار ۱٬۲۷۱ متر بالاتر از سطح دریا واقع شده‌است.